# Nankingská univerzita
Nankingská univerzita (čínsky v českém přepisu Nan-ťing ta-süe, pchin-jinem Nánjīng Dàxué, znaky zjednodušené 南京大学, tradiční 南京大學) je univerzita v Nankingu, hlavním městě Ťiang-su v Čínské lidové republice. Má přibližně 26 tisíc studentů.
Dějiny institucionálního vzdělávání v Nankingu sahají až do roku 258. Moderní univerzita navazující na jeho tradici zde vznikla v roce 1902.
Univerzita má tři kampusy. Nejstarší je v obvodě Ku-lou, v roce 1993 byl otevřen další v obvodě Pchu-kchou a v roce 2009 poslední v obvodě Si-lien.
V kulouském kampusu univerzity je dům Johna Rabeho, muzeum připomínající německého nacistu Johna Rabeho, který v průběhu druhé čínsko-japonské války, přesněji během Nankingského masakru, zajistil útočiště velkému množství Číňanů.